# Discographie de Wisin y Yandel

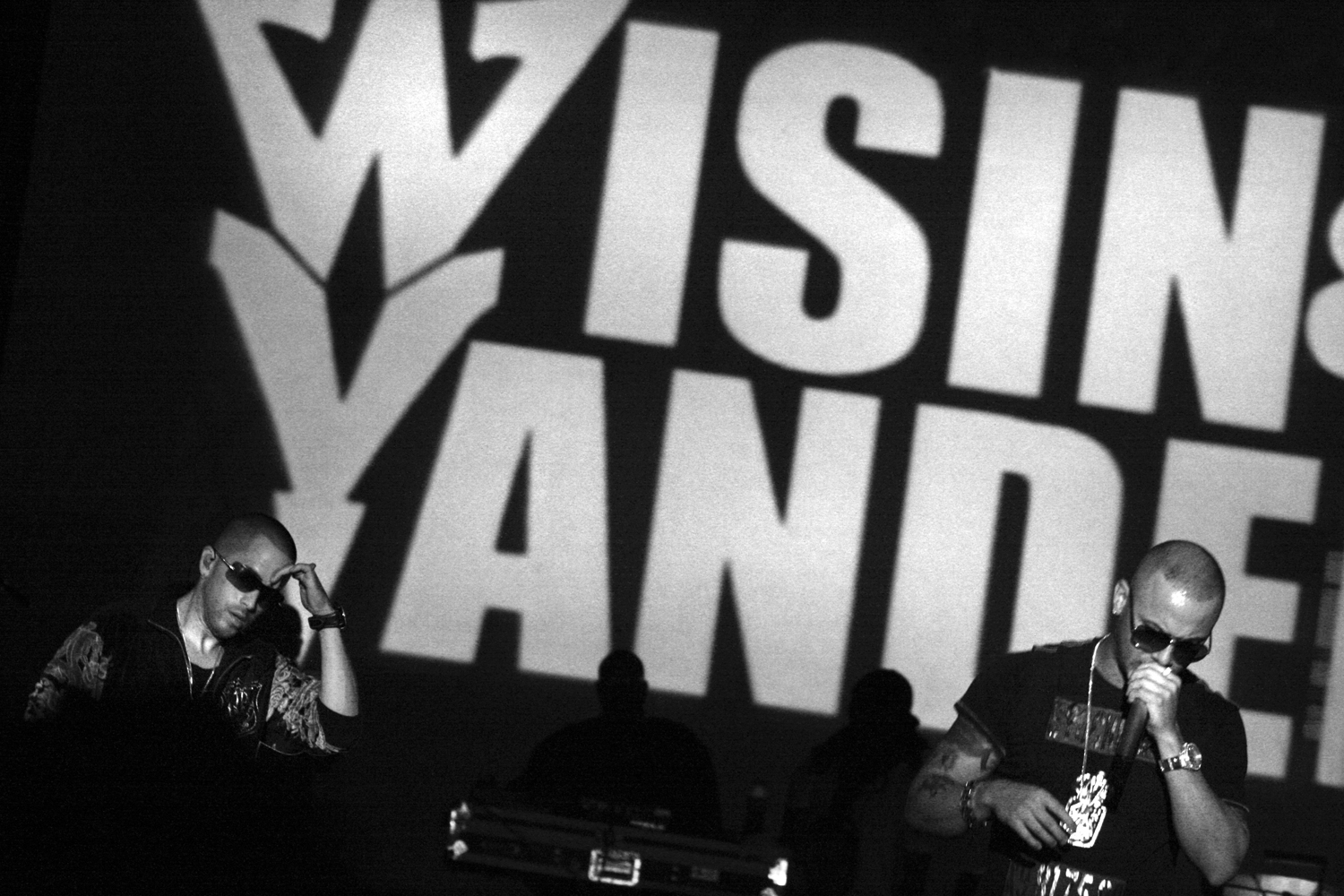
Prestation de Wisin y Yandel.

Voici la discographie du duo portoricain Wisin y Yandel.

## Albums

### Albums studio
| Los Reyes del Nuevo Milenio                | - Sortie : 18 juillet, 2000 - Label : Disco Hit - Format : CD, Cassette audio            | —  | 35 | —  | —  | —  | —                                                  |                                            |
| De Nuevos a Viejos                         | - Sortie : 1er janvier 2001 - Label : Lideres - Format : CD                              | —  | 26 | —  | —  | —  | —                                                  |                                            |
| Mi Vida... My Life                         | - Sortie : 14 octobre 2003 - Label : Lideres Ent. Group - Format : CD                    | —  | 56 | —  | —  | —  | —                                                  |                                            |
| De Otra Manera                             | - Sortie : 17 août 2004 - Label : Lideres - Format : CD                                  | —  | —  | —  | —  | —  | —                                                  |                                            |
| Pa'l Mundo                                 | - Sortie : 1er novembre 2005 - Label: Machete Music - Format: CD, téléchargement digital | 30 | 1  | 15 | —  | —  | - États-Unis : 4x Platine (Latin)                  | - Monde : 1,000,000 - U.S : 600,000        |
| Los Vaqueros                               | - Sortie : 7 novembre 2006 - Label : Machete Music - Format : CD, téléchargement digital | 44 | 2  | —  | 69 | —  | —                                                  | - Monde : 500,000 - U.S : 193,000          |
| Wisin vs. Yandel : Los Extraterrestres     | - Sortie : 6 novembre 2007 - Label : Machete Music - Format : CD, téléchargement digital | 14 | 1  | 26 | 27 | —  | - États-Unis : 3 × Platine (Latin) - MEX: Gold     | - Monde : 1,000,000 - États-Unis : 500,000 |
| Wisin y Yandel Presentan: La Mente Maestra | - Released: November 11, 2008 - Label: Machete Music - Format: CD, digital download      | 65 | 1  | 6  | 1  | —  | - Mexique : Platine - États-Unis : Platine (Latin) |                                            |
| La Revolución                              | - Sortie : 26 mai 2009 - Label : Machete Music - Format : CD, téléchargement digital     | 7  | 1  | 3  | 1  | 14 | - Mexique : Platine - ARG: Gold                    | - : 3,000,000                              |
| Los Vaqueros: El Regreso                   | - Sortie : 25 janvier 2011 - Label: Machete Music - Format: CD, téléchargement digital   | 8  | 1  | 2  | 1  | —  | - Mexique : Or                                     |                                            |
| Los Líderes                                | - Sortie : 3 juillet 2012 - Label : Machete Music - Format : CD, téléchargement digital  | 42 | 1  | 6  | —  | —  |                                                    |                                            |
| "—" signifie que l'album n'est pas classé. |                                                                                          |    |    |    |    |    |                                                    |                                            |

### Albums live
| Pa'l Mundo All Access Live                 | - Sortie : 13 mars 2007 - Label: Machete Music - Format: CD, téléchargement digital         | —   | — | —  | —  |
| Tomando Control : Live                     | - Sortie : 25 septembre 2007 - Label : Machete Music - Format : CD, téléchargement digital  | 184 | 7 | —  | 94 |
| La Revolución: Live                        | - Sortie : September 21, 2010 - Label : Machete Music - Format : CD, téléchargement digital | —   | 5 | 16 | 25 |
| "—" signifie que l'album n'est pas classé. |                                                                                             |     |   |    |    |

### Albums de compilation
| Mi Vida: La Película                               | - Sortie : 22 mars 2005 - Label : Lideres - Format : CD, téléchargement digital              | —  | —  |
| Grandes Exitos                                     | - Sortie : 31 juillet 2005 - Label : Univision Records - Format : CD, téléchargement digital | —  | —  |
| 2010 Lost Edition                                  | - Sortie : 22 mai 2007 - Label : Machete Music - Format : CD, téléchargement digital         | —  | —  |
| El Dúo de la Historia Vol. 1                       | - Sortie : 9 juin 2009 - Label : Sony BMG - Format : CD, téléchargement digital              | 36 | 44 |
| W&Y Presentan: WY Records: Lo Mejor De La Compañía | - Sortie : 23 mars 2010 - Label : Machete Music - Format : CD, téléchargement digital        | —  | —  |
| "—" signifie que l'album n'est pas classé          |                                                                                              |    |    |

### Album de remix
| Titre                        | Détails                                                                                  | Meilleure position | Meilleure position |
| Titre                        | Détails                                                                                  | États-Unis         | États-Unis Latin   |
| ---------------------------- | ---------------------------------------------------------------------------------------- | ------------------ | ------------------ |
| Los Vaqueros Wild Wild Mixes | - Sortie : 24 juillet 2007 - Label : Machete Music - Format : CD, téléchargement digital | 104                | 4                  |

## Singles

### 2000
| Gerla | 2000 | —   | —  | —  | —  | —  | —  | —  | Los Reyes del Nuevo Milenio                |
| Pégate | 2000 | —   | —  | —  | —  | —  | —  | —  | De Nuevos a Viejos                         |
| La Rockera | 2000 | —   | —  | —  | —  | —  | —  | —  | De Nuevos a Viejos                         |
| En Busca De Ti | 2001 | —   | —  | —  | —  | —  | —  | —  | De Nuevos a Viejos                         |
| Reggae Rokeao | 2002 | —   | —  | —  | —  | —  | —  | —  | De Otra Manera                             |
| Piden Perreo | 2002 | —   | —  | —  | —  | —  | —  | —  | De Otra Manera                             |
| Hola | 2003 | —   | —  | —  | —  | —  | —  | —  | De Otra Manera                             |
| Guáyale El Mahón | 2004 | —   | —  | —  | —  | —  | —  | —  | Mi Vida... My Life                         |
| Esta Noche Hay Pelea | 2004 | —   | —  | —  | —  | —  | —  | —  | Mi Vida... My Life                         |
| Mayor Que Yo (Luny Tunes feat. Baby Ranks, Daddy Yankee, Tonny Tun Tun, Hector "El Bambino" and Wisin y Yandel)                    | 2005 | 111 | 5  | 2  | 1  | —  | —  | —  | Mas Flow 2                                 |
| Rakata | 2005 | 85  | 2  | 1  | 2  | —  | —  | 3  | Pa'l Mundo                                 |
| Mírala Bien | 2005 | —   | —  | —  | —  | —  | —  | —  | Pa'l Mundo                                 |
| Llamé Pa' Verte (Bailando Sexy) | 2005 | 100 | 1  | 1  | 1  | —  | —  | —  | Pa'l Mundo                                 |
| Noche de Sexo (featuring Aventura)                                                                                                 | 2006 | 111 | 4  | —  | 10 | —  | —  | —  | Pa'l Mundo                                 |
| Pam Pam | 2006 | 104 | 1  | 11 | 1  | —  | —  | —  | Pa'l Mundo                                 |
| Take the Lead (Wanna Ride) (Bone Thugs-n-Harmony feat. Melissa Jiménez, Fatman Scoop et Wisin y Yandel)                            | 2006 | —   | 44 | 18 | —  | —  | —  | —  | Take the Lead (Bande annonce)              |
| egao | 2006 | —   | 10 | 2  | 1  | —  | —  | —  | Los Vaqueros                               |
| Yo Te Quiero | 2006 | —   | 19 | 3  | 22 | —  | —  | —  | Los Vaqueros                               |
| El Teléfono (feat. Héctor "El Father")                                                                                             | 2006 | —   | 11 | —  | 16 | —  | —  | —  | Los Vaqueros                               |
| Noche de Entierro (Nuestro Amor) (Luny Tunes feat. Tainy, Daddy Yankee, Hector "El Father", Zion, Tony Tun-Tun and Wisin y Yandel) | 2006 | 123 | 6  | 3  | 4  | 27 | —  | —  | Mas Flow: Los Benjamins                    |
| Sexy Movimiento | 2007 | 98  | 1  | 1  | 1  | 31 | —  | 1  | Wisin vs. Yandel: Los Extraterrestres      |
| Oye, ¿Dónde Está El Amor? (featuring Franco De Vita)                                                                               | 2008 | —   | 25 | 16 | —  | 15 | —  | —  | Wisin vs. Yandel: Los Extraterrestres      |
| Ahora Es | 2008 | —   | 5  | 1  | 3  | 34 | —  | —  | Wisin vs. Yandel: Los Extraterrestres      |
| Síguelo | 2008 | —   | 8  | 1  | 15 | —  | —  | —  | Wisin vs. Yandel: Los Extraterrestres      |
| Dime Qué Te Pasó | 2008 | —   | —  | —  | —  | —  | —  | —  | Wisin vs. Yandel: Los Extraterrestres      |
| Me Estás Tentando (feat. Franco "El Gorila" and Jayko)                                                                             | 2008 | 120 | 1  | 1  | 1  | 25 | —  | 2  | Wisin y Yandel Presentan: La Mente Maestra |
| Mujeres in the Club (featuring 50 Cent)                                                                                            | 2009 | —   | —  | —  | —  | —  | —  | —  | La Revolución                              |
| Abusadora | 2009 | 114 | 1  | 1  | 1  | 10 | 34 | 6  | La Revolución                              |
| Gracias a Tí (featuring Enrique Iglesias)                                                                                          | 2009 | 116 | 1  | 5  | 1  | 3  | —  | 12 | La Revolución                              |
| Imagínate (featuring T-Pain) | 2009 | —   | —  | —  | —  | —  | —  | —  | La Revolución                              |
| "—" signifie que le single n'est pas classé ou sorti dans le pays.                                                                 |      |     |    |    |    |    |    |    |                                            |

### 2010
| Te Siento                                                          | 2010 | —   | 16 | — | 4  | 11 | —  | 6 | La Revolución               |
| Irresistible                                                       | 2010 | —   | 29 | — | 33 | 20 | —  | — | Step Up 3D (bande annonce)  |
| Estoy Enamorado                                                    | 2010 | —   | 7  | 3 | 6  | 7  | —  | — | La Revolución: Live         |
| Zun Zun Rompiendo Caderas                                          | 2010 | —   | 12 | 5 | 8  | 8  | —  | — | Los Vaqueros: El Regreso    |
| Tu Olor                                                            | 2011 | —   | 1  | 1 | 9  | 12 | —  | — | Los Vaqueros: El Regreso    |
| Follow the Leader (feat. Jennifer Lopez)                           | 2012 | 110 | 2  | — | 8  | 3  | 26 | — | Los Líderes                 |
| Te Deseo                                                           | 2013 | —   |    |   |    |    | —  | — | La Historia del Dúo, Vol. 1 |
| Reggaetón en lo Oscuro                                             | 2018 | —   |    |   |    |    | —  | — | Los Campeones del Pueblo    |
| Guaya                                                              | 2018 | —   |    |   |    |    | —  | — | Los Campeones del Pueblo    |
| Callao (feat Ozuna)                                                | 2018 | —   |    |   |    |    | —  | — | Los Campeones del Pueblo    |
| La Luz (feat Maluma)                                               | 2018 | —   |    |   |    |    | —  | — | Los Campeones del Pueblo    |
| "—" signigie que le single n'est pas classé ou sorti dans le pays. |      |     |    |   |    |    |    |   |                             |

### En tant qu'artiste invité
| 2005                                                               | No Me Dejes Solo (Daddy Yankee feat. Wisin y Yandel)                                | —   | 39 | 8  | —  | —  | —   | Barrio Fino                    |
| 2006                                                               | Burn It Up (R. Kelly feat. Wisin y Yandel)                                          | —   | 30 | 8  | —  | —  | —   | TP.3 Reloaded                  |
| 2007                                                               | Torre De Babel (David Bisbal feat. Wisin y Yandel)                                  | —   | 10 | 2  | 13 | —  | —   | Premonición                    |
| 2007                                                               | No Sé de Ella 'MySpace' (Don Omar feat. Wisin y Yandel)                             | —   | 20 | —  | —  | —  | —   | Los Bandoleros Reloaded        |
| 2008                                                               | Lloro Por Ti (Enrique Iglesias feat. Wisin y Yandel)                                | 91  | 1  | 18 | 2  | 1  | 1   | Enrique Iglesias: 95/08 Éxitos |
| 2009                                                               | All Up 2 You (Aventura feat. Akon et Wisin y Yandel)                                | 108 | 4  | 2  | 14 | —  | —   | The Last                       |
| 2010                                                               | Prrrum (Cosculluela feat. Wisin y Yandel)                                           | —   | 36 | 9  | 36 | 76 | 14  | El Principe: Ghost Edition     |
| 2010                                                               | Loco (Jowell & Randy feat. Wisin y Yandel)                                          | —   | 22 | 3  | 15 | —2 | — 1 | El Momento                     |
| 2010                                                               | No Me Digas Que No (Enrique Iglesias feat. Wisin y Yandel)                          | 121 | 1  | 2  | 1  | —  | —   | Euphoria                       |
| 2011                                                               | Frío (Ricky Martin feat. Wisin y Yandel)                                            | —   | —  | —  | —  | —  | —   | Música + Alma + Sexo           |
| 2018                                                               | Te Bote 2 ( Casper Magico, Nio Garcia, Jennifer Lopez, Cosculluela, Wisin & Yandel) | —   |    |    | —  | —  | —   |                                |
| 2018                                                               | Quiero Mas (Osuna, Wisin & Yandel)                                                  | —   |    |    | —  | —  | —   |                                |
| "—" signifie que le single n'est pas classé ou sorti dans le pays. |                                                                                     |     |    |    |    |    |     |                                |

### Autres chansons / singles promo classés
| Année | Titre                                                                                                | Meilleure position | Meilleure position  | Album                        |
| Année | Titre                                                                                                | États-Unis Latin   | États-Unis Tropical | Album                        |
| ----- | --- | ------------------ | ------------------- | ---------------------------- |
| 2005  | "Intro"                                                                                              | 47                 | —                   | Mi Vida... My Life           |
| 2006  | Dale (Intro) (featuring Mr. Phillips)                                                                | 36                 | —                   | Pa'l Mundo                   |
| 2006  | Paleta (featuring Daddy Yankee)                                                                      | 31                 | 39                  | Pa'l Mundo                   |
| 2007  | Delirando                                                                                            | —                  | 36                  | Echo Presenta: Invasión      |
| 2007  | Nadie Como Tú (featuring Don Omar)                                                                   | —                  | 28                  | Los Vaqueros                 |
| 2007  | La Pared (featuring Don Omar et Gadiel)                                                              | —                  | 32                  | Los Vaqueros Wild Wild Mixes |
| 2010  | Besos Mojados                                                                                        | —                  | 31                  | La Revolución                |
| 2010  | La Reunión De Los Vaqueros (featuring Cosculluela, Tego Calderón, De La Ghetto et Franco El Gorilla) | —                  | —                   | La Revolución: Live          |
| 2010  | No Dejemos Que se Apague (featuring 50 Cent et T-Pain)                                               | —                  | —                   | Los Vaqueros: El Regreso     |

## Apparitions dans des albums
Les chansons suivantes ne sont pas des singles et n'apparaissent pas dans les albums de Wisin y Yandel.
| Année | Titre                                                                                    | Album                      |
| ----- | ---------------------------------------------------------------------------------------- | -------------------------- |
| 2003  | Aventura (Luny Tunes et Noriega featuring Wisin y Yandel)                                | Mas Flow 1                 |
| 2004  | Esta Noche Hay Pelea (Luny Tunes featuring Wisin y Yandel)                               | La Trayectoria             |
| 2004  | Desafío (Luny Tunes featuring Tempo, Tego Calderón, Don Omar, Alexis and Wisin y Yandel) | La Trayectoria             |
| 2004  | Los Pistoleros (Luny Tunes featuring Wisin y Yandel)                                     | La Trayectoria             |
| 2004  | "En La Disco Bailoteo" (Luny Tunes featuring Wisin y Yandel)                             | La Trayectoria             |
| 2004  | El Booty (Luny Tunes featuring Wisin y Yandel)                                           | La Mision 4: The Take Over |
| 2004  | Caliéntame (Luny Tunes featuring Wisin y Yandel)                                         | La Mision 4: The Take Over |
| 2004  | Say Ho : Beat (Luny Tunes featuring Wisin y Yandel)                                      | The Kings of the Beats     |
| 2006  | Mayor Que Yo 2 (Luny Tunes featuring Wisin y Yandel)                                     | Reggaeton Hits             |
| 2006  | Stars Are Blind (Luny Tunes Remix) (Paris Hilton featuring Wisin y Yandel)               | Stars Are Blind - EP       |
| 2006  | Entrégate (Luny Tunes et Tainy featuring Wisin y Yandel)                                 | Mas Flow: Los Benjamins    |
| 2008  | Descontrol (Tony Dize featuring Wisin y Yandel)                                          | La Melodía De La Calle     |
| 2009  | Pa' Lo Oscuro (Franco "El Gorila" featuring Yaviah and Wisin y Yandel)                   | Welcome to the Jungle      |
| 2010  | Acércate (Ivy Queen featuring Wisin y Yandel)                                            | Drama Queen                |